# Francisco Cañizares Jiménez
Francisco Cañizares Jiménez (Ciudad Real, 13 de agosto de 1971) es un abogado y político español del Partido Popular. Alcalde de Ciudad Real (desde junio de 2023). 

## Biografía
Nació en Ciudad Real en 1971. Tras realizar sus estudios básicos en el colegio Nuestra Señora del Prado, y el bachillerato en el colegio Santo Tomás de Villanueva —ambos en Ciudad Real—, se licenció en Derecho en la Universidad de Castilla-La Mancha y se diplomó en el Programa de Liderazgo en la Gestión Pública, en el IESE Business School (Universidad de Navarra).
En el Ayuntamiento de Ciudad Real ha sido: concejal delegado de Policía y Protección Civil; Tráfico y Transportes; y Medio Ambiente, Concejal Delegado de Urbanismo y Portavoz del Grupo Municipal Popular (2006-2011).
Diputado Regional de Castilla-La Mancha y Portavoz del Grupo Parlamentario Popular en las Cortes de Castilla-La Mancha (2011-2015 y 2015-2019). También fue Senador por Ciudad Real entre 2019 y 2023.
Tras las elecciones municipales de 2023 Cañizares accedió a la alcaldía de la capital castellano-manchega, gobernando en mayoría, tras contar con los once concejales del Partido Popular y los cuatro de Vox. En la oposición se sitúa el PSOE-PSCM con nueve concejales y Ciudadanos con un concejal, que corresponde a la anterior regidora del consistorio Eva Masías.